# 保圣寺罗汉塑像
保圣寺罗汉塑像位于江苏省蘇州市吴中区的甪直保圣寺博物馆。

## 保圣寺
保圣寺原名保圣教寺，建于笃信佛教的梁武帝萧衍在位的天监二年（503年）。唐会昌五年（845年）因唐武宗灭佛而被毁。北宋大中祥符六年（1013年）重建。最盛时据说有殿堂五千，僧众千人，和杭州的灵隐寺齐名。元末重新衰落，明成化二十三年（1487年）重新兴盛。

## 保圣寺罗汉塑像
保圣寺原有传为唐代号称“塑圣”的杨惠之所塑十八尊古罗汉像，但从清乾隆年间起就不曾维修过。1918年顾颉刚到甪直鎮访友，第一次见到保圣寺罗汉塑像群。见保圣寺大殿上一幅对联写道：“梵宫敕建梁朝，推甫里禅林第一；罗汉塑源惠之，为江南佛像无双”。令顾十分惊讶，小小的镇上居然保存了唐代杨惠之手塑的十八尊古罗汉像。1922年顾颉刚重游保圣寺，见保圣寺大殿因多年失修，屋顶漏水，几尊泥塑古罗汉像已被雨水泡坏，立刻写了《记杨惠之塑像，为一千年的美术品呼救》一文，在《努力周报》发表，呼吁各界捐款振救杨惠之塑像，但收效不大。1924年顾颉刚继续写了《记杨惠之塑像》之一，到《记杨惠之塑像》之五，刊登在《小说月报》上。日本东京大学美术史教授大村西崖读了顾颉刚写的关于杨惠之塑像的一系列文章，专程到甪直保圣寺调查杨惠之塑像，认为是炉火纯青之作。

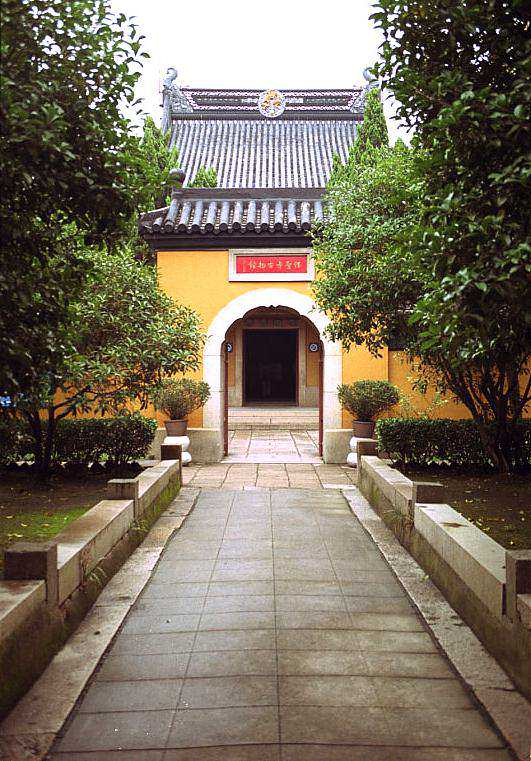
甪直鎮保圣寺

大村西崖回日本后，在1926年出版了《吴郡奇迹塑壁残影》一书。此书引起中国文化界名人们的重视。1929年中央研究院院长蔡元培、教育部副部长马叙伦等专程到甪直保圣寺调查罗汉塑像，并组成“唐塑罗汉保存会”。这时原保圣寺大殿已严重损坏，十八尊古罗汉像只剩下九尊。经多方努力，重建新的保圣寺古物馆，修复剩下九尊罗汉。1932年新的新的保圣寺古物馆落成。
建筑史家梁思成在论及甪直保圣寺罗汉塑像时写道：“此种名手真迹，千二百年尚得保存，研究美术史者得不惊喜哉！此像于崇祯间曾经修补，然其原作之美，尚得保存典型，实我国美术造物中最可贵者也”。
1961年3月4日，保圣寺罗汉塑像列入中华人民共和国国务院批准的国家级文物第一批全国重点文物保护单位。
1988年著名画家吴冠中根据保圣寺罗汉塑像创作《罗汉居》，2011年《罗汉居》以1840万成交。

## 图片

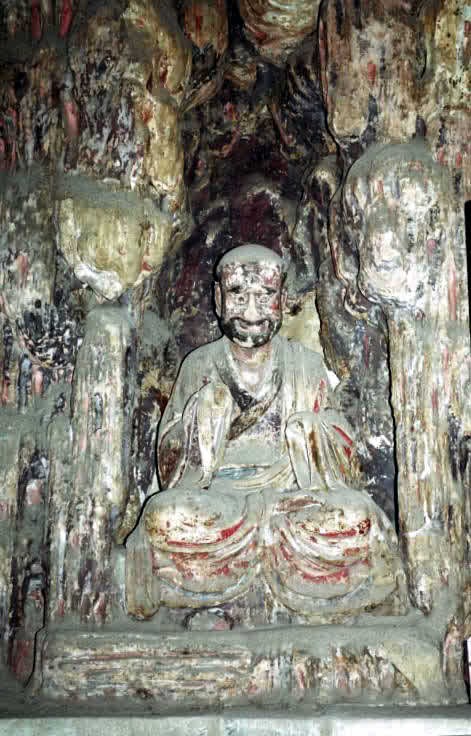
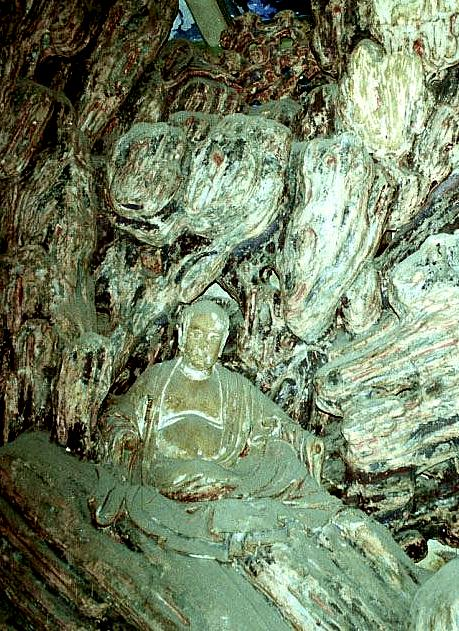